# الإمبراطور نينتوكو
الإمبراطور نينتوكو (باليابانية: 仁徳天皇 نينتوكو تينو) هو الإمبراطور السادس عشر في اليابان حسب قائمة أباطرة اليابان. لا يوجد أي تواريخ محددة عن فترة حياته أو حكمه. ولكن يعتقد أن فترة حكمه كانت في أواخر القرن الرابع الميلادي وأوائل القرن الخامس.